# SIX SAME FACES 〜今夜は最高!!!!!!〜
「SIX SAME FACES 〜今夜は最高!!!!!!〜」（シックス・セイム・フェイシス こんやはさいこう!!!!!!）は、イヤミ feat.おそ松×カラ松×チョロ松×一松×十四松×トド松の楽曲。テレビアニメ『おそ松さん』のエンディングテーマとして制作され、TECHNOBOYS PULCRAFT GREEN-FUNDが作詞・作曲を手掛けた。イヤミがメインボーカルで六つ子がセリフや合いの手を入れるという構成の80年代風ディスコソングとなっている。
シングルは2015年12月16日にavex picturesから発売され、大ヒットを記録した。

## 背景
『おそ松さん』は、赤塚不二夫によるギャグ漫画『おそ松くん』を原作としたテレビアニメの第3作で、2015年10月から放送された。『おそ松くん』のテレビアニメ化は1988年の第2作以来、約27年ぶりとなる。『おそ松さん』のキャストには、おそ松役に櫻井孝宏、カラ松役に中村悠一、チョロ松役に神谷浩史、一松役に福山潤、十四松役に小野大輔、トド松役に入野自由、イヤミ役に鈴村健一が起用され、豪華声優陣の起用により話題を集めた。
本曲はその7人の声優がキャラクターとして歌唱や台詞で参加しており、『おそ松さん』のエンディングテーマとして第1話から第12話まで使用された。

## 制作
本曲は石川智久・フジムラトヲル・松井洋平の3人によるテクノポップユニットの「TECHNOBOYS PULCRAFT GREEN-FUND」が作詞・作曲・編曲を手掛けており、イヤミのギャグ「シェー」を曲中に入れたいというメンバーの発想から作曲が始まった。
赤塚作品のファンである作詞者の松井は、『おそ松くん』が『おそ松さん』としてアニメになることを知った時点から制作に携わることを考えており、テレビアニメ第2作における中心人物だったイヤミをイメージしたファンキーな主題歌を作りたいと考えていた。松井は打ち合わせの席で六つ子たちが主役に据えられたこと知りつつ、当初の予定通りにイヤミを中心に六つ子たちを加えた構成の初期案を提出して差し戻された。松井はメロディに手を加えずテンポを初期案より速くしたうえでアレンジを行い、台本を基に台詞を加えた。松井は石川の作ったメロディを聞いて、「大人になって異性に対するアプローチが変わった六つ子が合コンに参加し、相手の女性も六つ子だった」という状況を思いつき、まず「婚活」をテーマに英語詞を書き、それを六つ子の個性にあわせて翻訳するという方法で歌詞を作った。
参加者のうち、六つ子役の声優陣はアフレコスタジオで各話の収録後に少しずつ収録する形をとった一方、イヤミ役の鈴村健一のみレコーディングスタジオで収録を行った。鈴村はアニメイトTVとのインタビューで、「『おそ松さん』のスタッフたちは「どのようにして（第2作のエンディングである）『おそ松くん音頭』を超えようか」と考えており、彼らの熱意を感じました」と話している。鈴村は「普段キャラクターソングを歌うときはキャラクターの声を守りながら歌わないといけないので大変だったんですが、イヤミはイメージしやすかった。」と振り返っており、収録時はばかばかしい歌詞をファンキーな曲調に合わせて歌うよう心掛けたと話している。
エンディングのアニメーションは『こまねこ』『どーもくん』を手がけたアニメスタジオ「dwarf」が担当し、おでんの具やからしで描かれたキャラクターが動きまわるコマ撮りアニメに仕上げた。

## 構成
イヤミ（鈴村健一）がメインボーカルで六つ子がセリフや合いの手を入れるという構成をとっており、アニメでは毎回、1話ごとに六つ子のパートが変更される。各キャラクターごとにtype Aとtype Bの2種が存在し、typeごとに台詞と歌詞が異なり、ドラムマシンもキャラクター毎に違うものを使用している。六つ子ごとにバージョンを合計12パターン作るというアイデアはTECHNOBOYS側によるものであり、それぞれのバージョンを聞くことで少しずつ全貌がわかる仕掛けにした。フルバージョンではtype Aを1番、type Bを2番にした構成となっている。
また、イヤミのギャグ「シェー」がバックコーラスなど様々な形で使われている。
最終回である第25話ではイヤミ&トト子 feat.おそ松さんオールスターズによる別バージョン「SIX SAME FACES 〜今夜も最高!!!!!!!!!!!!!!〜 -type FINAL-」が使用された。イヤミとトト子（遠藤綾）がメインボーカル、六つ子やその両親（井上和彦、くじら）、チビ太（國立幸）、デカパン（上田燿司）、ダヨーン（飛田展男）、ハタ坊（斎藤桃子）が合の手を入れるという構成になっている。
2016年5月24日に開かれたイベント「おそ松さん」バースデーパーティーでは、イベントのために制作された「SIX SAME FACES ～今夜は最高!!!!!!～ -お誕生日REMIX-」が公開された。

## 評価
本楽曲を収録したシングルは、オリコン週間CDシングルランキングで最高3位を獲得し、約6万7000枚の初週売上を記録した。タワーレコード新宿店によると、アニメと同様に10 - 30代女性を中心に売れているという。総売上は11万枚を超え、日本レコード協会よりゴールドディスクに認定された。
アニメ音楽誌『リスアニ！』の西原史顕は「TECHNOBOYSによるオシャレなディスコサウンドに、有名イケボ声優たちのコミカルな歌唱がベストマッチ」と評した。また、タワーレコード新宿店の樋口翔は「『おそ松くん』が放送されていた昭和へのオマージュも感じさせる、どこか懐かしいソウル/ディスコソングで、メインボーカルがイヤミというのが実に面白い。」と評した。
音楽評論家の宗像明将はニュースサイト「リアルサウンド」内のコラムにて、サビ以外に歌がなく本編の台詞をカットアップしたような構図のキャラクターソングという点においてAKB48の『マジジョテッペンブルース』を連想させると述べ、シティ・ポップと呼んでも過言ではないと評した。また宗像はキャラクターの台詞が入っていないテクノボーイズ ver.について、「パーカッションの音が前面に出ており、テクノポップの色が強く、より1980年代ディスコらしい作風になっています」と評している。
『アニメージュ』が主催する第38回アニメグランプリのアニメソング部門では3位を獲得し、トップ3を『おそ松さん』の主題歌が独占した。

## シングル収録曲
| 全作詞・作曲・編曲: TECHNOBOYS PULCRAFT GREEN-FUND。 |                                                             |                                |                                |                                                     |      |
| #                                                    | タイトル                                                    | 作詞                           | 作曲・編曲                     | アニメでの使用話数                                  | 時間 |
| 1.                                                   | 「SIX SAME FACES 〜今夜は最高!!!!!!〜」                     | TECHNOBOYS PULCRAFT GREEN-FUND | TECHNOBOYS PULCRAFT GREEN-FUND |                                                     | 4:36 |
| 2.                                                   | 「SIX SAME FACES 〜今夜は最高!!!!!!〜 おそ松 ver.」         | TECHNOBOYS PULCRAFT GREEN-FUND | TECHNOBOYS PULCRAFT GREEN-FUND | type A（1番）：第1話/第3.5話、type B（2番）：第12話 | 3:48 |
| 3.                                                   | 「SIX SAME FACES 〜今夜は最高!!!!!!〜 カラ松 ver.」         | TECHNOBOYS PULCRAFT GREEN-FUND | TECHNOBOYS PULCRAFT GREEN-FUND | type A（1番）：第5話、type B（2番）：第8話          | 3:48 |
| 4.                                                   | 「SIX SAME FACES 〜今夜は最高!!!!!!〜 チョロ松 ver.」       | TECHNOBOYS PULCRAFT GREEN-FUND | TECHNOBOYS PULCRAFT GREEN-FUND | type A（1番）：第2話、type B（2番）：第4話          | 3:48 |
| 5.                                                   | 「SIX SAME FACES 〜今夜は最高!!!!!!〜 一松 ver.」           | TECHNOBOYS PULCRAFT GREEN-FUND | TECHNOBOYS PULCRAFT GREEN-FUND | type A（1番）：第11話、type B（2番）：第6話         | 3:48 |
| 6.                                                   | 「SIX SAME FACES 〜今夜は最高!!!!!!〜 十四松 ver.」         | TECHNOBOYS PULCRAFT GREEN-FUND | TECHNOBOYS PULCRAFT GREEN-FUND | type A（1番）：第3話、type B（2番）：第9話          | 3:48 |
| 7.                                                   | 「SIX SAME FACES 〜今夜は最高!!!!!!〜 トド松 ver.」         | TECHNOBOYS PULCRAFT GREEN-FUND | TECHNOBOYS PULCRAFT GREEN-FUND | type A（1番）：第7話、type B（2番）：第10話         | 3:48 |
| 8.                                                   | 「SIX SAME FACES 〜今夜は最高!!!!!!〜 イヤミ ver.」         | TECHNOBOYS PULCRAFT GREEN-FUND | TECHNOBOYS PULCRAFT GREEN-FUND |                                                     | 4:36 |
| 9.                                                   | 「SIX SAME FACES 〜今夜は最高!!!!!!〜 テクノボーイズ ver.」 | TECHNOBOYS PULCRAFT GREEN-FUND | TECHNOBOYS PULCRAFT GREEN-FUND |                                                     | 4:18 |
| 10.                                                  | 「SIX SAME FACES 〜今夜は最高!!!!!!〜 inst.」               | TECHNOBOYS PULCRAFT GREEN-FUND | TECHNOBOYS PULCRAFT GREEN-FUND |                                                     | 4:35 |
| 合計時間:                                            | 合計時間:                                                   | 合計時間:                      | 40:57                          |                                                     |      |

## スタッフ・クレジット
- TECHNOBOYS PULCRAFT GREEN-FUND
  - 石川智久 - ピアノ、シンセサイザー[9]
  - フジムラトヲル - ベース、シンセサイザー[9]
  - 松井洋平 - 作詞、シンセサイザー[9]
- 川村ゆみ - コーラス[9]
- 谷島俊 - ギター[9]
- よしうらけんじ - ドラム[9]
- 佐藤純之介 - サウンドディレクター[9]
- 寺田康彦 - ミキシングエンジニア[9]
- 原田光晴 - マスタリングエンジニア[9]
- dwarf - エンディングアニメーション制作[11]

## チャート
| チャート（2015年 - 2016年）       | 最高位 |
| --------------------------------- | ------ |
| オリコン 週間                     | 3      |
| オリコン デイリー                 | 1      |
| オリコン 月間                     | 7      |
| Billboard Japan Hot 100           | 3      |
| Billboard Japan Hot Animation     | 2      |
| Billboard Japan Hot Singles Sales | 3      |

## 音楽ゲームへの収録
セガゲームスが運営するiOS・Android向けミュージカルリズムゲーム『夢色キャスト』にも、2016年6月22日から7月6日まで期間限定で行われたコラボレーション記念イベント「特別公演 おそ松さん」にて、同年6月26日より本楽曲が収録された。「はなまるぴっぴはよいこだけ」「全力バタンキュー」「SIX SHAME FACES 〜今夜も最高!!!!!!〜」も収録されている。
2017年11月10日からはバンダイナムコエンターテインメントの『シンクロニカ』にもナムコ店舗限定で先行シリアルコードで遊べる楽曲として収録されている。